# Девід Крошей
Девід Крошей  (англ. David Crawshay, 11 серпня 1979) — австралійський веслувальник, олімпійський чемпіон.
Призер чемпіонату світу.

## Виступи на Олімпіадах
| Олімпіада  | Дисципліна     | Місце |
| ---------- | -------------- | ----- |
| Афіни 2004 | четвірка парна | 7     |
| Пекін 2008 | двійка парна   | 1     |